# AE Ursae Majoris
AE Ursae Majoris ist ein pulsationsveränderlicher Stern im Sternbild Großer Bär. Der Stern gehört zu den SX-Phoenix-Sternen, einer Unterklasse der Delta-Scuti-Sterne.

## Eigenschaften
AE UMa ist ein Stern der Spektralklasse A9 und hat damit eine Oberflächentemperatur von 7500 bis 9750 Kelvin, somit ein heißer Stern. Im Hertzsprung-Russell-Diagramm befindet sich der Stern oberhalb der Hauptreihe im sogenannten Instabilitätsstreifen (auch Hertzsprung-Lücke).
Die SX-Phoenix-Sterne zeichnet eine kurze Periodendauer von 0,7 bis maximal 2 Stunden aus.

## Pulsationsveränderlichkeit
Bei AE UMa handelt es sich um einen multiperiodischen pulsationsveränderlichen Stern. So kommt es dazu, dass sich zwei Perioden überlagern. Die Dauer der primären Periode und damit die zu Beobachtende Maximaldauer der Periode liegt bei 0,0860171755 Tagen (2,0644093 Stunden). Die zweite Periode wurde auf 0,06652840 Tage bestimmt, ist jedoch nicht dominant.
Ebenfalls beeinträchtigt die Multiperiode auch das Helligkeitsmaximum und Minimum der Lichtkurve. Die Maximale Helligkeit im V-Band liegt bei 10,86 Magnituden (scheinbare Helligkeit). Das Minimum liegt bei 11,52 Magnituden im V-Band. Jedoch beeinträchtigt die Multiperiode auch das Helligkeitsmaximum und -minimum.

## Pulsationsklasse
Ursprünglich wurde der Stern AE UMa in die Pulsationsklasse der SX-Phoenix-Sterne (nach SX Phoenicis), einer Unterklasse der Delta-Scuti-Sternen, zugeordnet.
Jedoch wurde in einer „Publication of the Astronomical Society of the Pacific“ thematisiert, dass es sich bei AE UMa aufgrund der vergleichsweise hohen Metallizität nicht um einen metallarmen Stern handelt (−0,1 bis −0,4 [Fe/H]).
Dieser Wert widerspricht der Definition der SX-Phoenix-Sterne, da diese eine niedrige Metallizität aufweisen müssen. Aufgrund dieser Tatsache und der abnehmenden Periode schlägt die Publikation eine Einordnung des Sterns AE UMa in die Gruppe der Population I Zwerg-Cepheiden (Delta-Scuti-Sterne) vor. Diese irrtümliche Einordnung als SX-Phoenix-Stern wird durch die Eigenschaften der Lichtkurve erklärt.